# Schuhfetischismus
Als Schuhfetischismus (veraltet Retifismus) wird in der Regel eine sexuelle Devianz verstanden, bei der Schuhe, im Rahmen eines sexuell fetischistischen Verhaltens, als Stimulus der sexuellen Erregung und Befriedigung dienen. Im Rahmen der sexualmedizinischen Diagnostik oder der Psychoanalyse wird diese Form des Fetischismus, analog zu der des sexuellen Fetischismus, dann als behandlungsbedürftig verstanden, wenn der Fetisch als vollständiger Ersatz für die partnerschaftliche Sexualität dient, die sexuelle Befriedigung ohne Verwendung von Schuhen erschwert ist oder unmöglich erscheint und bei dem Betroffenen dadurch ein entsprechender Leidensdruck entsteht. Schuhfetischismus ist als sexueller Fetisch Teil des Formenkreises der Persönlichkeits- und Verhaltensstörungen als Störung der Sexualpräferenz in der Internationalen statistischen Klassifikation der Krankheiten und verwandter Gesundheitsprobleme (ICD) unter der Schlüsselnummer F65.0 gelistet. Zu den Ursachen dieses Verhaltens gibt es verschiedene Theorien, wobei keine vollumfänglich anerkannt ist. In manchen Fällen kann eine Komorbidität mit anderen Paraphilien auftreten, beispielsweise dem fetischistischen Transvestitismus. Durch Überschneidungen sowohl in der sexuellen Devianz selbst, als auch durch die gemeinsame diagnostische Einordnung des erotischen Sadomasochismus und Fetischismus wird die Szene häufig der sadomasochistischen Subkultur zugeordnet.

## Begriffsentstehung und Abgrenzungen

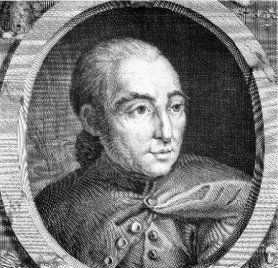
Nicolas-Edme Rétif de la Bretonne, 1785

### Etymologie
Die früher in der Sexualforschung benutzte, heute jedoch ungebräuchliche Bezeichnung Retifismus, geht zurück auf Nicolas-Edme Rétif de la Bretonne. Dieser beschrieb seine fetischistische Vorliebe für Frauenschuhe 1769 in seinem Werk Le Pied de Fanchette. Damit ist der Schuhfetischismus die einzige Form des sexuellen Fetischismus, die mit einem Eigennamen bezeichnet wurde. Alle anderen Fachbezeichnungen innerhalb des Formenkreises der Paraphilien werden durch den Anhang von -philie (von altgriechisch φιλοσ – lieb/liebend) gebildet, beispielsweise Agalmatophilie (Liebe zu Statuen) oder Podophilie (Fußfetischismus).

### Umgangssprachliche Begriffsverwendung
Mit der Verwendung des Begriffs Schuhfetischismus kann umgangssprachlich auch eine unbedenkliche Vorliebe für Schuhe gemeint sein. Das trifft vor allem dann zu, wenn die Bezeichnung im sozialtypischen Sinne Verwendung findet, wenn es dem Betroffenen um die Anhäufung einer unbestimmt großen Anzahl von Schuhen geht, um diese entweder zu tragen oder – beispielsweise als modisch begehrtes Objekt – lediglich in dessen Besitz zu führen. Klischeehaft wird das insbesondere Frauen auch als Schuhtick zugeschrieben. Eine bloße Sammelleidenschaft oder außerordentliches modisches Interesse an Schuhen sind ohne eine sexuelle Komponente jedoch kein Schuhfetischismus im klinischen Sinne, sondern ein Warenfetisch.

## Medizinische Einordnung und Diagnostik
Eine singuläre klinische Betrachtung des Schuhfetischismus findet in der Regel nicht statt und erscheint innerhalb der psychiatrischen und forensischen Diagnostik kaum sinnvoll. Die medizinisch-psychologische Einordnung folgt daher den zugrunde liegenden Diagnosekriterien des sexuellen Fetischismus, dem der Schuhfetischismus zugerechnet wird und die im ICD-10-GM (GM: German Modification) und dem häufig zitierten Diagnostic and Statistical Manual of Mental Disorders, das diagnostische und statistische Handbuch psychischer Störungen (DSM-IV) das in den Vereinigten Staaten von der American Psychiatric Association (Amerikanische Psychiatrische Vereinigung) festgeschrieben werden.

### ICD-10-GM
Nach ICD-10-GM F65.0 wird der „Gebrauch toter Objekte als Stimuli für die sexuelle Erregung und Befriedigung“ als sexueller Fetischismus definiert. Die weiteren Diagnosekriterien für den Behandlungsbedarf umfassen unübliche sexuelle Fantasien oder dranghafte Verhaltensweisen, die über einen Zeitraum von mehr als sechs Monaten anhalten, sowie das subjektive Leiden des Betroffenen unter diesen Fantasien und Verhaltensweisen und die Einschränkung in mehreren Funktionsbereichen, beispielsweise in der sozialen Kontaktaufnahme oder der Erwerbstätigkeit. Nimmt eine andere Person dabei Schaden, wird verletzt oder misshandelt, ist bereits dies für die Diagnosestellung ausreichend.

### DSM IV
Die American Psychiatric Association hat mit dem Erscheinen des DSM IV im Jahr 1994 weiterreichende Diagnosekriterien für den sexuellen Fetischismus unter der Nummer 302.81 veröffentlicht. Die Diagnose darf demnach hinsichtlich der sexuell motivierten Ausprägung dieser Störung nur noch gestellt werden, wenn der Betroffene anders als durch den Einsatz von Schuhen keine sexuelle Befriedigung erlangen kann, er seine eigene Sexualpräferenz selbst ablehnt und sich in seinen Lebensumständen eingeschränkt fühlt oder anderweitig darunter leidet. Die diagnostischen Kriterien unterscheiden sich darüber hinaus nicht, sind aber nicht hierarchisch zu verstehen.

## Ursachen und Entstehung
Die Ursachen sowie der Entstehungsmechanismus sind bis heute ungeklärt und werden in der Regel gemeinsam mit den allgemeinen Ursachen des sexuellen Fetischismus betrachtet. Mögliche Erklärungen sind neben anderen eine frühkindliche Konditionierung oder Prägung auf Schuhe, in anderen Fällen ist die psychoanalytische Zuschreibung zu einem auslösenden Ereignis möglich oder er tritt als Begleiterscheinung im Rahmen einer komplexeren psychischen Störung auf.
Sigmund Freud beurteilte den Schuh- und Fußfetischismus im Rahmen seiner Betrachtungen zu sexuellen Abweichungen als „Ersatz des Sexualobjekts“, der Fuß oder der Schuh steht an Stelle des „schwer vermissten Penis des Weibes“. Der Individualpsychologe Alfred Adler beschrieb den Schuhfetischismus als autoerotische Überschätzung des großen Zehs. Möglicherweise spielt der Geruchssinn eine besondere Rolle im Rahmen des schuhfetischistischen Verhaltens, das heißt, der konkrete und individuelle Geruch des Schuhs muss sich mit der geruchlichen Vorstellung des Einzelnen decken, um das entsprechende sexuelle Verhältnis zwischen dem Fetischisten und dem Objekt auszulösen.

## Verbreitung
Es gibt praktisch keine Erkenntnisse über den Verbreitungsgrad von Fetischismus, dies gilt analog auch für die Verbreitung des Schuhfetischismus. Es ist unbekannt welcher Anteil der Bevölkerung fetischistisch veranlagt ist und aus welchen Bevölkerungsgruppen sich die Menge der Fetischisten zusammensetzt. Forscher führen an, Zahlen seien deshalb schwierig zu ermitteln, da sich leichtere fetischistische Ausprägungen, zu denen der Schuhfetischismus in der Regel gehört, problemlos in eine partnerschaftliche Sexualität integrieren lassen und Fetischisten nur selten therapiert würden.
Trotz fehlender genauer Zahlen und der Tatsache, dass die meisten Theorien zum Fetischismus auf männlichem heteronormativen Sexualverhalten beruhen, ist durch mehrere bestätigte Diagnosen, zumindest für den sexuellen Fetischismus im Allgemeinen gesichert, dass dieser nicht nur bei Männern, sondern auch bei Frauen auftritt. Seltene Ausnahmen, wie der Fall eines sechs Jahre alten Mädchens mit einem ausgeprägten Schuh- und Fußfetischismus sind beschrieben worden. Verschiedene Indizien deuten allerdings an, dass sexueller Fetischismus häufiger bei Männern auftritt als bei Frauen; dazu gehören beispielsweise die Geschlechterverteilung in einschlägigen Chatrooms.

## Ausprägungen

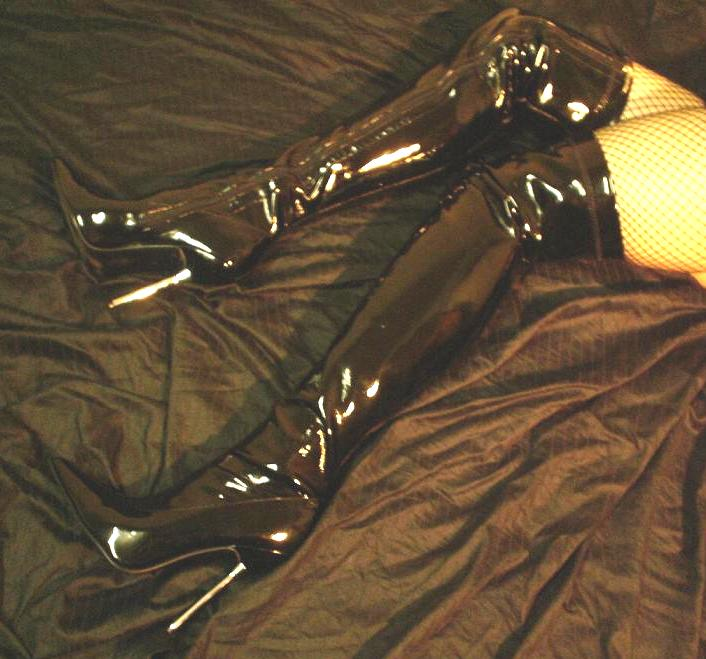
Overknee-Stiefel

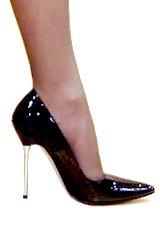
High Heel

Der Schuhfetischist kann durch Betrachten, Berühren oder Beriechen, das sogenannte sniffing (englisch für „Schnüffeln“) der Schuhe oder der Verwendung von Schuhen, beispielsweise beim Zertreten von Gegenständen (engl. Crushing) erregt werden. Lt. Knoll und Jaeckel ist im Zusammenhang mit dem Fuß- und Schuhfetischismus die Gedankenverbindung von Schuh zum Treten und Getreten-Werden (mittels scharfer Schuhkappe und hohem Stiletto-Absatz) gegeben. Auch stelle der Trippel-Absatz eine Behinderung der Trägerin, eine Art Fesselung dar. Das fetischistische Verhalten der Betroffenen richtet im Einzelnen auf sehr unterschiedliche Schuhtypen. Verbreitet ist die Vorliebe für Schuhe mit hohen Absätzen, die sogenannten High-Heels, die auch allgemein oft als Teil der weiblichen Kleidung erotisch empfunden werden. Daneben können aber auch Sportschuhe oder Stiefel als fetischistische Objekt dienen. Dabei werden die Schuhe der Frau geküsst oder verehrt (engl. Worshipping) oder die Sexualpraktik des Cock and Ball Torture wird bei BDSM-Rollenspielen von der Frau unter Zuhilfenahme der Schuhe ausgeführt, die dann als Ballcrushing beziehungsweise Ballbusting bezeichnet werden. High Heels können auch zur sexuellen Stimulation eingesetzt werden; dabei werden Schuhspitzen oder Absätze in die Scheide oder Anus eingeführt, seltener wird hierbei auch von Hackenfick gesprochen. Eine Überschneidung verschiedener Paraphilien liegt daher nahe.

## Bedeutung in Literatur und Film
Von Goethe ist überliefert, dass er seine Geliebte Christiane Vulpius bat: „Schicke mir bei der nächsten Gelegenheit Deine letzten Tanzschuhe, die kräftig 'eingetanzt' sind und von denen Du schriebst, dass sie etwas von Dir wären, was ich an mein Herz drücken könnte“.
Eine der ersten Beschreibungen von Stiefeln als fetischistischem Objekt findet sich 1868 in Zolas Roman Thérèse Raquin.
In der 1932 erscheinenden Autobiographie Das widerspenstige Fleisch des Malers und Schriftstellers Rudolf Schlichter ist „einer der ergiebigsten, weil am ausführlichsten dargestellten Fälle von Fetischismus“ dokumentiert. Schon als Kind auf – zu Beginn des 20. Jahrhunderts modisch aktuelle – Knopfstiefel fixiert, die von seiner Schwester Gertrud getragen wurden, spürte er, als er sie ein neues Paar anprobieren sah, wie diese Knopfstiefel auf ihn – schon allein beim Betrachten – einen faszinierenden Reiz ausübten. „Mir gefielen die hohen Knopfstiefel am Beine meiner Schwester ganz ungemein, das schöne Glanzlicht auf dem Spann, die vielen Knöpfchen, das pralle Sitzen auf der Wade erregten mich sinnlich ganz außerordentlich; das leichte Knarren des Leders jagte mir einen Schauer nach dem anderen über den Rücken, am liebsten hätte ich mir die Stiefel selbst angezogen, aber nur heimlich, wenn es niemand sah“. Fortan war er bestrebt, immer anwesend zu sein, wenn die Schwester „die Stiefel einknöpfte, und das leichte Geräusch, das das Einschnappen der Knöpfe in die Knopflöcher verursachte, bereitete mir großen Genuss“
Die „feierlich vollzogene(n) Zeremonie des Stiefeleinknöpfens“ bei seiner späteren Ehefrau Speedy wird von Schlichter auch in seinem 1931 erschienenen Bericht Zwischenwelt dargestellt, die eine Leidenschaft bei ihm hervorrief, die er „kaum mehr beherrschen“ konnte.
Andere, sich in den 1920er und frühen 1930er Jahren verbreitende literarische Darstellungen schuhfetischistischer Ausprägungen, schildern Frauen, die dominant im Sinne eines sadomasochistischen Kontextes agieren. Ihnen stehen junge Männer gegenüber, die sich z. B. als transvestitische Stiefelverehrer gerieren und sich, bei im Verborgenen vollzogener Fetisch-Aneignung ertappt, daraufhin freiwillig den Wünschen der Frau ausliefern. Dafür ist der 1932 zunächst als Privatdruck erschienene Roman Der gestiefelte Eros ein Beispiel, der 1975 als Heyne Exquisit Taschenbuch neu aufgelegt wurde.
Der Schriftsteller Klaus Mann beschreibt in seinem 1935 entstandenen Roman Mephisto die Figur der als schwarze Venus agierende Figur der Prinzessin Tebab, die als Domina in grünen Schaftstiefeln aus geschmeidigem Lackleder mit der Reitpeitsche in der Hand ihrem „Schüler“, dem Schauspieler Hendrik Höfgen, Tanzstunden erteilt. „Sie zählte mit einer grellen, plärrenden Stimme: ‚Eins, zwei, drei!‘, während sie zuhieb“.
Der 1964 entstandene Spielfilm des Regisseurs Luis Buñuel Tagebuch einer Kammerzofe (nach dem Roman von Octave Mirbeau) enthält eine Sequenz, in der die Hauptdarstellerin das Dienstmädchen Céléstine (Jeanne Moreau) eine bestimmte Art von Stiefeln anzieht und darin vor ihrem Hausherrn Monsieur Rabour, der stiefelfetische Neigungen verspürt, auf und ab zu gehen hat.
Ein dokumentarisches Werk über den Stiefelfetischismus im Kontext der Leder- und Masochistenszene Hamburgs stellt Hans Eppendorfers 1977 erschienenes Buch »Der Ledermann spricht mit Hubert Fichte« dar.

## Aphorismus
Von Karl Kraus stammt der Aphorismus: „Es gibt kein unglücklicheres Wesen unter der Sonne als einen Fetischisten, der sich nach einem Frauenschuh sehnt und mit einem ganzen Weib vorlieb nehmen muss.“